# 圣勒南
圣勒南（法語：Saint-Renan，法語發音：[sɛ̃ ʁənɑ̃]]）是法国菲尼斯泰尔省的一个市镇，位于该省西北部，属于布雷斯特区。

## 地理
圣勒南（48°26'2"N, 4°37'17"W）面积13.31 平方千米，位于法国布列塔尼大區菲尼斯泰尔省，该省份为法国最西部的省份，位于布列塔尼半岛西部，北西南三面环大西洋，东临阿摩尔滨海省和莫尔比昂省。
与圣勒南接壤的市镇（或旧市镇、城区）包括：吉莱尔、朗里沃阿雷、普卢阿泽勒、普卢莫盖尔、普卢扎内、米利扎克-吉普龙韦勒。

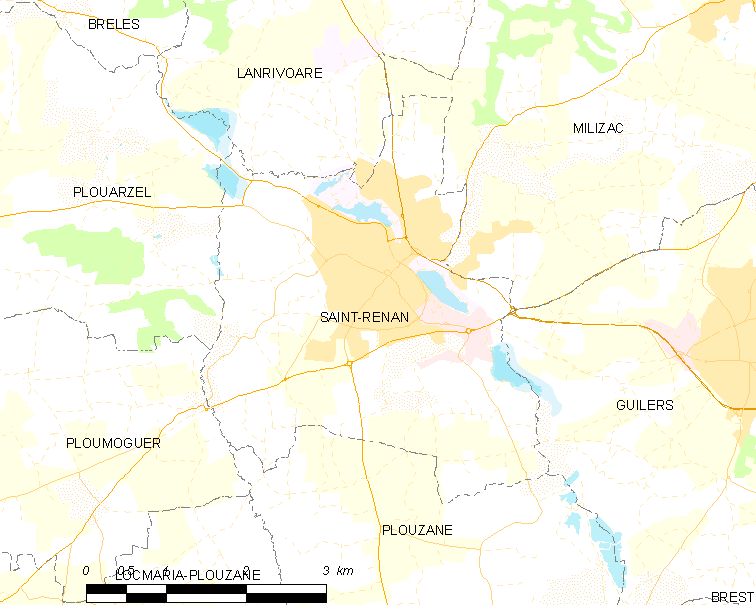
圣勒南的OSM定位图

圣勒南的时区为UTC+01:00、UTC+02:00（夏令时）。

## 行政
圣勒南的邮政编码为29290，INSEE市镇编码为29260。

## 政治
圣勒南所属的省级选区为圣勒南县。

## 人口

1962-2008年间圣勒南人口变化图示

圣勒南于2022年1月1日时的人口数量为8454人。

## 友好城市
- 上萨瓦省 福龙河畔拉罗什